# Olivia av Palermo
Olivia av Palermo, även Oliva, född 448 i Palermo, död 463 i Tunis, var en kristen jungfrumartyr. Hon vördas som helgon i Romersk-katolska kyrkan, med minnesdag den 10 juni.